# Антония (дъщеря на Марк Антоний)
Вижте пояснителната страница за други личности с името Антония.
Антония (на латински: Antonia; * 50 пр.н.е. г.) е римска благородничка.

## Биография
Тя е единствена дъщеря на Марк Антоний и втората му съпруга Антония Хибрида Младша, дъщеря на чичо му Гай Антоний Хибрида, първа братовчедка по бащина линия. Родителите на Антония се развеждат през 47 г., заради изневяра на майка ѝ с приятеля на баща ѝ трибуна Публий Корнелий Долабела.
През 44 пр.н.е баща ѝ аранжира годеж с Лепид Младши, син на триумвир Марк Емилий Лепид, който се разваля. През 36 пр.н.е. Антония се омъжва в Кария за Питодор от Трал, анатолийски грък и приятел на последния триумвир Помпей. Питодор е 20 години по-стар от нея, много богат и влиятелен и съюзник на Марк Антоний.
Антония и Питодор отиват в Смирна (днес Измир, Турция). През 30 или 29 пр.н.е. в Смирна Антония ражда Питодорида, която се омъжва за понтийския цар Полемон I, наследява трона и става царица на Понт и Кападокия.